# 努南灣

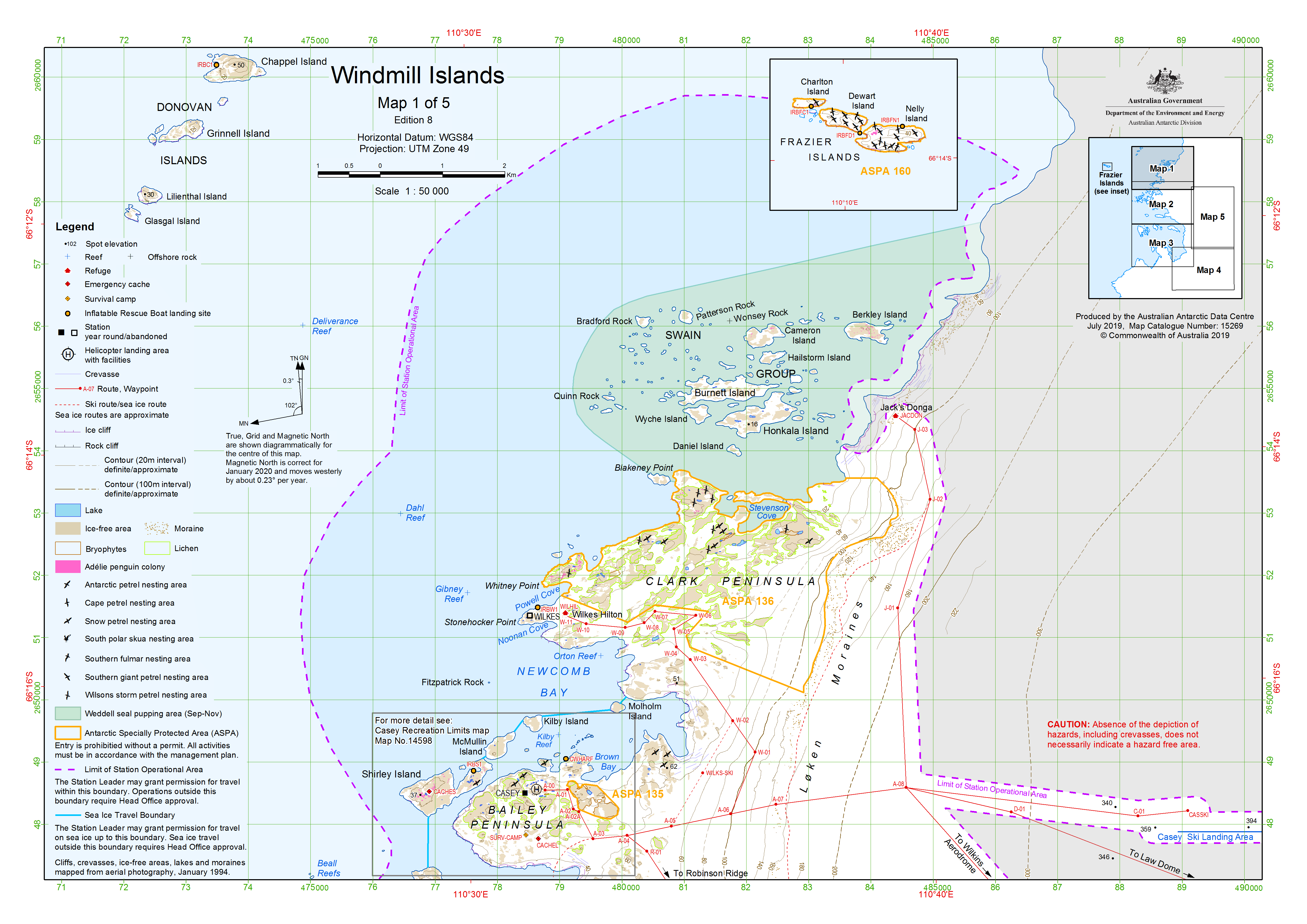

努南灣（英語：Noonan Cove）是南極洲的海灣，位於威爾克斯地，處於斯通霍克角以南的克拉克半島西部，根據美國海軍拍攝空中照片繪入地圖，現時由南極條約體系管理。